# Murray (Utah)
Murray é uma cidade localizada no estado norte-americano do Utah, no Condado de Salt Lake.

## Demografia
Segundo o censo norte-americano de 2000, a sua população era de 34.024 habitantes.
Em 2006, foi estimada uma população de 44.844, um aumento de 10820 (31.8%).

## Geografia
De acordo com o United States Census Bureau tem uma área de 24,9 km², dos quais 24,9 km² cobertos por terra e 0,0 km² cobertos por água.

## Localidades na vizinhança
O diagrama seguinte representa as localidades num raio de 8 km ao redor de Murray.